# Switchback
Switchback (en España: Secuestro) es una película estadounidense de 1997, del género thriller, dirigida por Jeb Stuart y protagonizada por Dennis Quaid.

## Argumento
El agente del FBI LaCrosse (Dennis Quaid) intenta encontrar a su hijo secuestrado por un peligroso asesino. Pero lo retiran del servicio en activo por lo que tendrá que valerse por sí mismo. Tendrá que rebelarse frente a la actitud hostil del sheriff local (R. Lee Ermey), más preocupado de su reelección que de resolver un crimen.

## Reparto
- Danny Glover - Bob Goodall
- Dennis Quaid - Frank LaCrosse
- R. Lee Ermey - Buck Olmstead
- Ted Levine - Diputat Nate Braden
- William Fichtner - Jack McGinnis
- Jared Leto - Lane Dixon
- Leo Burmester - Clyde «Shorty» Callahan